# قهرمانان (فیلم ۲۰۲۳)
قهرمانان (انگلیسی: Champions)
یک فیلم کمدی-درام ورزشی آمریکایی محصول ۲۰۲۳ به کارگردانی بابی فارلی در اولین کارگردانی انفرادی خود، بر اساس فیلمنامه ای نوشته مارک ریزو است. این یک بازسازی انگلیسی زبان از فیلم اسپانیایی به همین نام در سال ۲۰۱۸ است. در این فیلم وودی هارلسون در نقش یک مربی خوش‌اخلاق لیگ بسکتبال بازی می‌کند که پس از دستگیری باید تیمی از بازیکنان دارای معلولیت ذهنی را به عنوان خدمات اجتماعی مربیگری کند. کیتلین اولسون، ارنی هادسون و چیچ مارین نیز در این فیلم ایفای نقش کرده‌اند.
Champions در ۱۰ مارس ۲۰۲۳ توسط فوکس فیچرز در ایالات متحده منتشر شد. این فیلم نقدهای متفاوتی از سوی منتقدان دریافت کرد و ۱۸ میلیون دلار فروخت.

## داستان
یک مربی سابق بسکتبال به نام مارکوس پس از یک سری اشتباهات، با حکم دادگاه مجبور می‌شود تا تیمی از بازیکنان دارای معلولیت ذهنی را مدیریت کند. اما مارکوس به زودی متوجه می‌شود که علیرغم تردیدهایش، این تیم می‌تواند فراتر از آنچه تصور می‌کرد، پیش برود و…

## بازیگران
- وودی هارلسون در نقش مارکوس ماراکوویچ، مربی بدنام بسکتبال جی لیگ.
- کیتلین اولسون در نقش الکس، خواهر جانی و عشق مارکوس[۴]
- مت کوک در نقش سانی، کمک مربی[۴]
- ارنی هادسون در نقش فیل پرتی، مربی همکار و دوست مارکوس[۴]
- چیچ مارین در نقش جولیو، مدیر مرکز استراحتی که دوستان در آن تمرین می‌کنند.[۴]
- مایک اسمیت در نقش وکیل مک گورک
- اسکات ون پلت در نقش خودش
- جالن رز در نقش خودش

### مهمانان
- مدیسون تولین در نقش کوسنتینو[۵]
- جاشوا فلدر در نقش داریوش[۵]
- کوین ایانوچی در نقش جانی[۵]
- اشتون گانینگ در نقش کودی[۵]
- متیو فون در آه در نقش کریگ[۵]
- تام سینکلر در نقش بلر[۵]
- جیمز دی کیث در نقش بنی[۵]
- الکس هینتز در نقش آرتور[۵]
- کیسی متکالف در نقش مارلون[۵]
- بردلی ادن در نقش شوتایم[۵]

## تولید
تصویربرداری اصلی این فیلم در وینیپگ، منیتوبا، کانادا از نوامبر تا دسامبر ۲۰۲۱ انجام شد.

## انتشار
در ابتدا قرار بود فیلم قهرمانان در ۲۴ مارس ۲۰۲۳ توسط فوکس فیچرز در ایالات متحده در مقابل جان ویک: بخش ۴ از لاینزگیت اکران شود. در ژانویه ۲۰۲۳، تاریخ انتشار به ۱۰ مارس ۲۰۲۳ تغییر کرد.
این فیلم در ۲۸ مارس به صورت دیجیتالی منتشر شد و پس از آن در تاریخ ۲ می ، بلوری و دی وی دی منتشر شد.